# Старые бани (Провен)
Старые купальни (Vieux Bains) — комплекс зданий, расположенный в Нижнем городе Провена (департамент Сена и Марна) по адресу улица Мулен-де-ла-Рюэль, дом № 7. С 23 декабря 1981 года наиболее старинные постройки включены в реестр исторических памятников Франции. 
Комплекс включает в себя здания городских публичных бань XII—XIV веков, постройки XV века, а также городской особняк XVIII века (Hôtel du Vauluisant, где ныне расположены номера гостиницы) и въездные ворота того же периода. Два сводчатых зала с колоннами и остатками росписей, находящиеся в наиболее старинной постройке, сохранились со времён Средневековья.
Публичные городские купальни существовали на этом месте ещё в XII веке. В 1256 году они пришли в руинированное состояние. В 1309 году король Людовик X, находясь в городе, повелел провести здесь ремонтные работы. В этот период территория была вымощена парижским камнем, также установлены  печи и котлы для подогрева воды. Бани были популярны среди населения Провена, помимо отдыха посетители здесь лечились, используя целебную силу воды и медицинские приёмы того времени.
Известно, что в 1311 году, в период своего расцвета, купальни брались в аренду за сумму в 240 ливров.
В настоящее время владение находится в частной собственности. После проведения реконструкции в 2004 году здесь был открыт отель B&B Demeure des Vieux Bains.